# Казакевич, Пётр Васильевич
Пётр Васильевич Казакевич (Козакевич) (1814—1887, Санкт-Петербург) — русский адмирал (1878) и генерал-адъютант, исследователь Дальнего Востока.

## Биография
Родился в 1814 году в семье советника Новгородского губернского правления и 15 ноября 1826 года был зачислен в Морской кадетский корпус, где 31 декабря 1833 года был произведён в чин гардемарина.
Окончив 2 декабря 1835 года кадетский корпус, Казакевич был произведен в чин мичмана и в 1836—1843 годах плавал в Балтийском, Белом, Немецком, Средиземном морях и Северном Ледовитом океане на фрегатах «Беллона» и «Аврора» и в 1843—1848 годах на 74-пушечном корабле «Ингерманланд» под командованием капитан 2-го ранга С. В. Воеводского. 30 марта 1841 года он был произведен в чин лейтенанта.
В 1848—1849 годах Казакевич в должности старшего офицера на транспорте «Байкал» (под командованием капитан-лейтенанта Г. И. Невельского) прошел путь из Кронштадта, мимо Англии, через Атлантику, мимо мыса Горн, через Тихий океан на Гавайи до Камчатки. 6 декабря 1849 года Петр Васильевич был произведен в чин капитан-лейтенанта и в 1850 году участвовал в гидрографических работах по исследованию устья Амура, открыв его судоходность и фарватер, который впоследствии получил имя Невельского.
21 марта 1851 года Пётр Васильевич Казакевич был произведен в чин капитана 2-го ранга с назначением штаб-офицером для поручений при генерал-губернаторе Восточной Сибири генерал-лейтенанте Н. Н. Муравьёве и в 1851—1852 годах производил съемку и промер рек Ингоды, Шилки и Онона, заложил в Сретенске первую на Дальнем Востоке судоверфь. В 1853 году он был награждён орденом Святой Анны II степени.
В 1854 году Казакевич подготовил первый сплав по Амуру; ходил на шхуне «Восток» в Охотском море. 25 августа того же года он был произведен в чин капитана 1-го ранга и в конце года был отправлен в Северо-Американские Соединенные Штаты по закупке различных товаров для Сибирской флотилии. В том же году он был награждён бронзовой медалью «В память войны 1853—1856 гг.».
6 декабря 1856 года Пётр Васильевич был произведён в чин контр-адмирала и назначен губернатором Приморской области и главным командиром Сибирской флотилии и портов Восточного океана. Во время своего командования он укреплял Сибирскую военную флотилию, устроил мореходную школу, школу юнг, гимназию, открывал полезные ископаемые, изучал край, строил первые маяки на побережье Японского моря, открыл библиотеку и основал Новгородский пост и Владивостокский порт. За свои заслуги Казакевич 14 марта 1858 года был избран членом Географического общества; награждён 26 ноября 1860 года орденом Святой Анны 1-й степени с императорской короной (30 августа 1864 года), а 27 февраля 1861 года зачислен в Его Императорского Величества Свиту.

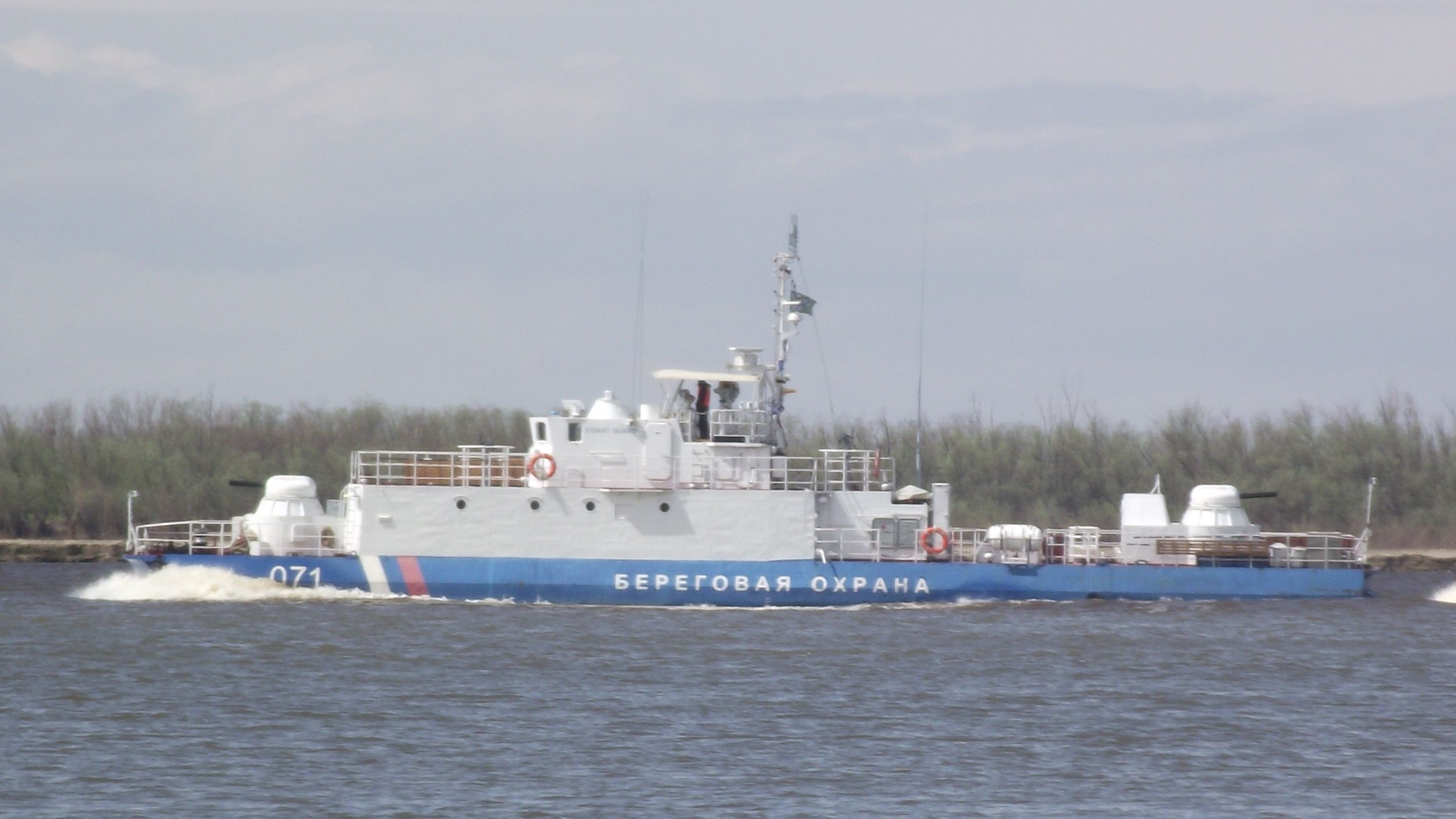
«Адмирал Казакевич», сторожевой корабль Амурской пограничной флотилии

В 1865 году П. В. Казакевич был переведён в Балтийский флот, и в следующем году был произведён в чин вице-адмирала. В ноябре 1871 года его назначили главным командиром Кронштадтского порта и военным губернатором Кронштадта, а 28 марта того же года наградили орденом Белого орла.
В 1874 году П. В. Казакевич был назначен вице-директором Гидрографического департамента Морского министерства с оставлением в должности военного губернатора и командира порта, 27 февраля того же года он был награждён австрийским орденом Железной короны 1-й степени, а 31 марта — орденом Святого Александра Невского; 27 июля следующего года награждён шведским орденом Меча.
1 января 1878 года Пётр Васильевич был назначен генерал-адъютантом, а 16 апреля того же года произведен в чин адмирала. В 1883 году он был отчислен от занимаемых должностей и назначен членом Адмиралтейств-совета и Военного совета Российской империи.
Умер 11 (23) декабря 1887 года в Санкт-Петербурге. Похоронен на Новодевичьем кладбище в Санкт-Петербурге.

## Память
В честь П. В. Казакевича названы:
- бухта и пролив в Японском море
- гора возле поселка Де Кастри (Хабаровский край)
- мыс в Охотском море
- село Казакевичево Хабаровского района
- протока Казакевичева реки Амур
- сторожевой корабль Дальневосточного регионально управления ФПС России